# Israil Bercovici

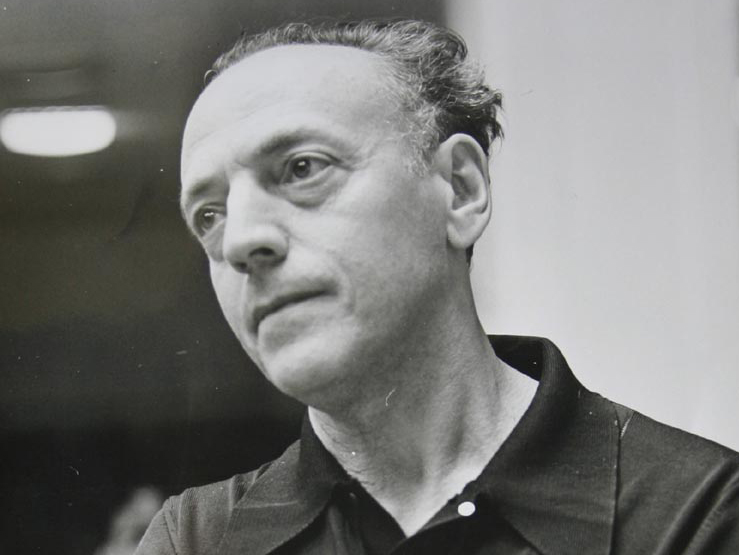
Israil Bercovici, 1980

Israil Bercovici (auch Israel Bercovici, geb. 20. Dezember 1921 in Botoșani; gest. 15. Februar 1988 in Bukarest) war der wichtigste Bewahrer des jiddischen Theaters in Rumänien nach 1950. Er veröffentlichte Theaterstücke, jiddische Prosa und eine Geschichte des jiddischen Theaters in Rumänien.

## Leben
Bercovici wurde 1921 in einer jüdischen Arbeiterfamilie in Botoșani in Rumänien geboren. 1955 begann er für das Staatliche Jüdische Theater in Bukarest als „literarischer Sekretär“ zu arbeiten. Er war für die inhaltliche Gestaltung des Theaters verantwortlich. Er achtete stets auf eine zeitgenössische Ausrichtung und trug damit wesentlich zum Erhalt des Theaters als eines der letzten jiddischen Theater weltweit bei. Bercovici schrieb einige Theaterstücke selbst, darunter Revuen und Musicals.
Er veröffentlichte auch einige Bände mit Prosa in Jiddisch. Sein Hundert Jahre jüdisches Theater in Rumänien von 1976 ist die wichtigste Darstellung des jiddischen Theaters und besonders interessant für die Zeit der Anfänge mit Abraham Goldfaden.

## Werke
- Hundert ior idiș teater in Rumenie. Bukarest 1976 (jiddisch)
- O sută de ani de teatru evreiesc în România. Bukarest 1982, zweite Auflage 1998 (rumänisch), ISBN 973-98272-2-5.
- Hundert Jahre jüdisches Theater in Rumänien. Aus dem Rumänischen übersetzt von Maria Herlo. WaRo-Verlag, Heidelberg 2024, ISBN 978-3-938344-55-2.